# Synagoge (Bausendorf)
Die Synagoge in Bausendorf wurde in der Mitte des 19. Jahrhunderts auf dem Grundstück der heutigen Koblenzer Straße zwischen den Häusern 8 und 9 errichtet. In den 1960er Jahren wurde die Synagoge abgerissen.

## Synagoge
Bis zur Errichtung der Synagoge besuchten die Gemeindemitglieder die Synagoge in Lösnich. Mitte des 19. Jahrhunderts wurde die Synagoge in der heutigen Koblenzer Straße zwischen Haus Nr. 8 und Nr. 9 errichtet. Es handelte sich um einen traufständigen Putzbau mit Rundbogenfenstern. Der Abschluss des Chorraum an der Ostseite war dreiteilig. Dessen Stirnseite besaß im oberen Drittel ein Rundfenster. Berichte darüber, ob und wenn inwieweit, die Synagoge bei den Novemberpogromen 1938 geschändet wurde, liegen nicht vor. Am 18. Dezember 1939 ging das Gebäude in den Besitz der Reichsverwaltung der Juden über. Nach Abschluss des Restitutionsverfahren wurde das Gebäude der jüdischen Kultusgemeinde Trier übertragen. Diese verkaufte 1961 das Grundstück mit der Synagoge mit der Auflage, dass die Synagoge abgerissen wird.

## Jüdische Gemeinde Bausendorf
Vermutlich lebten bereits im 18. Jahrhundert Juden auf dem Gebiet von Bausendorf. Im Laufe des 19. Jahrhunderts stieg die Zahl der Mitglieder der jüdischen Gemeinde, zu der auch die jüdischen Einwohner von Kinderbeuern und Hontheim gehörten, an und erreichte 1895 ihren höchsten Stand. Die Gemeinde verfügte über eine Religionsschule. Ein eigener Lehrer war allerdings nicht angestellt. Der Unterricht erfolgte durch Lehrer der Nachbargemeinden. Die Verstorbenen wurden auf dem jüdischen Friedhof in Bausendorf beigesetzt. Mit Beginn des 20. Jahrhunderts ging die Zahl der Gemeindemitglieder zurück. Ab 1933, nach der Machtergreifung Adolf Hitlers, wurden die jüdischen Einwohner immer mehr entrechtet. Zudem kam es immer wieder zu antijüdischen Aktionen. Dies hatte zur Folge, dass viele jüdische Familien die Gemeinde verließen und emigrierten. Wann die letzten Gemeindemitglieder Bausendorf verließen oder deportiert wurden, ist nicht bekannt.

### Entwicklung der jüdischen Einwohnerzahl
| Jahr | Juden | Jüdische Familien | Bemerkung |
| ---- | ----- | ----------------- | --------- |
| 1808 | 14    |                   |           |
| 1843 | 27    |                   |           |
| 1895 | 46    |                   |           |
| 1927 | 24    |                   |           |
| 1933 | 33    |                   |           |

Quelle: alemannia-judaica.de; jüdische-gemeinden.de
Das Gedenkbuch – Opfer der Verfolgung der Juden unter der nationalsozialistischen Gewaltherrschaft 1933–1945 und die Zentrale Datenbank der Namen der Holocaustopfer von Yad Vashem führen 25 Mitglieder der jüdischen Gemeinschaft Bausendorf (mit Kinderbeuern)(die dort geboren wurden oder zeitweise lebten) auf, die während der Zeit des Nationalsozialismus ermordet wurden.